# Aloisia Eberle
Aloisia Eberle (* 22. April 1889 in Scharfenstein/Sachsen; Sterbedatum unbekannt) war eine deutsche Politikerin (BVP). In der Zeit der Weimarer Republik war sie Mitglied des Bayerischen Landtags von 1919 bis 1924 und zuvor des Provisorischen Nationalrats.

## Beruf und Politik
Aloisia Eberle war Weberin. In Kottern bei Kempten wurde sie Schriftführerin des katholischen Arbeiterinnenvereins und 1916 hauptamtliche Sekretärin – als Nachfolgerin für Therese Studer – des Verbands süddeutscher katholischer Arbeiterinnen-Vereine in München.
Im November 1918 wurde Eberle vom Ortskartell der christlichen Gewerkschaften und dem Bezirksverband der katholischen Arbeiter- und Arbeiterinnenvereine Münchens in den Provisorischen Nationalrat Bayerns entsandt.
Bei den bayerischen Landtagswahlen am 12. Januar 1919 kandidierte Eberle im Stimmkreis München X, Kempten erfolgreich für die Bayerische Volkspartei (BVP). Das Programm dieser Partei vom 15. November 1918 hatte sie mitunterzeichnet. Bei der folgenden Wahl wurde sie 1920 im Stimmkreis Augsburg II und III in ihrem Mandat bestätigt. Von 1919 bis 1924 gehörte Eberle einigen Ausschüssen des Landtags als Mitglied an.
- Mitglied in Ausschüssen der ersten Wahlperiode 1919–1920:
  - III. Wahlprüfungs-Ausschuss (ab 18. März 1919)
  - XII. Volksgerichts-Ausschuss (ab 3. Juli 1919)
  - Ausschuss für die Zeit der Vertagung des Landtags nach §30 der Verfassungsurkunde (stellvertretendes Mitglied ab 16. August 1919)

- Mitglied in Ausschüssen der zweiten Wahlperiode 1920–1924:
  - Ausschuss für Wahlprüfungen (ab 16. Juli 1920)
  - Ausschuss für Aufgaben wirtschaftlicher Art (ab 18. Dezember 1922)

Aloisia Eberle war katholisch. Nach ihrer Heirat 1926 schied sie aus dem politischen Leben und der Verbandsarbeit aus. Ihr Sterbedatum ist nicht bekannt.